# Haplopteris fudzinoi
Haplopteris fudzinoi är en kantbräkenväxtart som först beskrevs av Mak., och fick sitt nu gällande namn av E. H. Crane. Haplopteris fudzinoi ingår i släktet Haplopteris och familjen Pteridaceae. Inga underarter finns listade.